# Ernesto Rossi (attore)
Ernesto Rossi (Livorno, 29 marzo 1827 – Pescara, 4 giugno 1896) è stato un attore teatrale italiano.

## Biografia
Figlio di Giuseppe e Teresa Tellini, era il più piccolo di cinque fratelli maschi. A differenza di altri illustri colleghi dell'epoca (Adelaide Ristori, Tommaso Salvini) non era figlio d'arte, essendo il padre un ex ufficiale napoleonico convertito a commerciante di legname.
Ebbe i primi approcci al mondo del teatro in giovane età, partecipando con i compagni del collegio barnabita di San Sebastiano a recite amatoriali. Successivamente passò a varie compagnie filodrammatiche della città, specializzandosi come generico. 
Al termine del liceo il padre avrebbe voluto che si iscrivesse all'Università di Pisa perché divenisse avvocato. Preferì invece entrare nella compagnia di Giovanni Paolo Calloud assumendo, dopo il debutto ne Il ventaglio di Carlo Goldoni (impersonando il Barone del Cedro) e nella Francesca da Rimini di Silvio Pellico (impersonando Paolo) come sostituto di un attore malato, il ruolo di primo amoroso.
Nella compagnia Calloud conobbe Gustavo Modena, che gli fu prezioso maestro.
Nel 1852 entrò a far parte della Compagnia Reale Sarda, partecipando anche ad una tournée a Parigi nel 1855, a fianco di Adelaide Ristori, al cugino di quest'ultima Luigi Bellotti Bon e a Gaetano Gattinelli.
Ormai attore affermato, poté dedicarsi ad un progetto lungamente sognato: scegliere, cioè, un repertorio shakespeariano con l'intento di avvicinare il pubblico al celeberrimo autore. Nella sua lunga carriera teatrale fu un appassionato Romeo, un malinconico Amleto, un violento Otello, un tormentato Macbeth, uno straordinario Re Lear, un inquietante Shylock.
L'amore per il teatro di Shakespeare lo indusse ad uno studio attento e profondo; scrisse saggi di analisi interpretativa e tenne numerose conferenze.
Fornito di una solida preparazione culturale e di viva intelligenza, fu attore di grande fascino dalla figura prestante ed elegante, dalla voce calda e melodiosa.
Famoso in Italia e all'estero (recitò anche negli Stati Uniti d'America e due volte in Sudamerica, in Egitto e Turchia, cinque volte in Russia), fu considerato un interprete romantico, anche se, per il suo temperamento, rischiò di sacrificare talvolta le sfumature dei personaggi interpretati.
Durante una tournée a Odessa nel 1896, mentre recitava Re Lear, fu colto da malore. Rientrato in Italia, morì dopo pochi mesi a Pescara, nel letto dell'albergo «Il Rinnovamento», dove alloggiava.
A Pisa gli è stato dedicato un teatro: il Teatro Ernesto Rossi (chiuso da decenni, ancora in attesa di una ristrutturazione definitiva, ma intanto "aperto" dai lavoratori dello spettacolo e della conoscenza il 27 settembre 2012). Altri teatri furono intitolati a suo nome in diverse città italiane, come Prato e Sanremo.
Il suo particolare metodo di studio dei vari personaggi che avrebbe interpretato, tramite l'invenzione di un plausibile passato del personaggio e tramite lo studio di tutte le condizioni che avrebbero potuto influire su di lui (cultura, tempo atmosferico dei luoghi dove vive, stato sociale e politico del luogo dove vive, tradizioni di cui avrebbe potuto essere partecipe ecc.) colpirono Kostantin Stanislavskij, e fu proprio dopo un lungo ed approfondito colloquio con Rossi che il russo scrisse i suoi saggi sull'interpretazione dei personaggi. Si può dunque dire che furono Kostantin Stanislavskij e il livornese a creare quella che è una delle tecniche più usate da ogni attore del mondo.
José-Maria de Heredia gli dedicò il sonetto "Au tragédien E. Rossi" della raccolta "Les Trophées" (1893). [I trofei, Testo francese a fronte, a cura di Silvio Ferrari, Edizioni Ariele, Milano, 1996, ISBN 88-86480-27-X, pag.280-281].
Fu iniziato in Massoneria nel 1862, nella Loggia "La Concordia" di Firenze e raggiunse il 30º grado del Rito scozzese antico ed accettato.